# Lucas Bassadone
Lucas Nahuel Bassadone Añasco (Paysandú, 25 febbraio 2003) è un calciatore uruguaiano, attaccante del Cerrito.

## Carriera
Bassadone è cresciuto nel settore giovanile del Peñarol e nel 2024 si è accasato a parametro zero al Rampla Juniors, club della prima divisione uruguaiana. Ha fatto il suo esordio nel calcio professionistico l'8 settembre nella partita di Primera División contro il Progreso dove ha fornito a Maximiliano Burruzo l'assist per il gol del definitivo 2-0.

## Statistiche

### Presenze e reti nei club
Statistiche aggiornate al 13 novembre 2024.
| Stagione        | Squadra         | Campionato      | Campionato | Campionato | Coppe nazionali | Coppe nazionali | Coppe nazionali | Coppe continentali | Coppe continentali | Coppe continentali | Altre coppe | Altre coppe | Altre coppe | Totale | Totale | Totale |
| Stagione        | Squadra         | Comp            | Pres       | Reti       | Comp            | Pres            | Reti            | Comp               | Pres               | Reti               | Comp        | Pres        | Reti        | Pres   | Reti   |        |
| --------------- | --------------- | --------------- | ---------- | ---------- | --------------- | --------------- | --------------- | ------------------ | ------------------ | ------------------ | ----------- | ----------- | ----------- | ------ | ------ | ------ |
| 2024            | Rampla Juniors  | PD              | 10         | 0          | CU              | 0               | 0               | -                  | -                  | -                  |             | -           | -           | 10     | 0      |        |
| Totale carriera | Totale carriera | Totale carriera | 10         | 0          |                 | 0               | 0               |                    | -                  | -                  |             | -           | -           | 10     | 0      |        |

## Palmarès

### Club

#### Competizioni giovanili
- Coppa Libertadores Under-20: 1

Peñarol: 2022